# 디젤 기관차

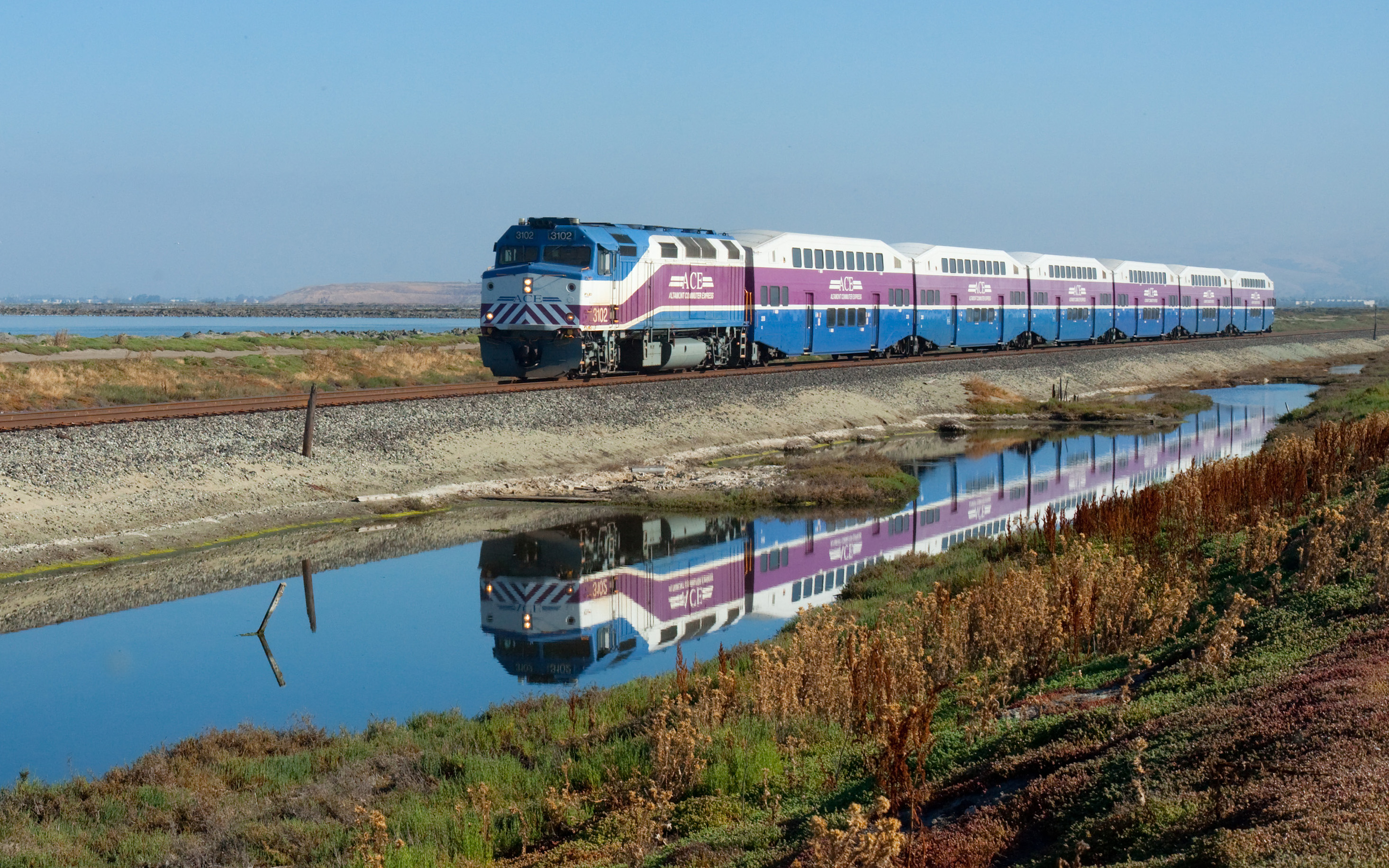
미국 샌프란시스코 일대를 달리는 디젤 전기기관차

디젤 기관차(Diesel Locomotive)는 디젤 기관을 구동시켜 객차나 화차를 견인하도록 제조된 기관차다.

## 분류
디젤 기관차는 동력 전달 방법에 따라 기계식·전기식·액체식의 3종류로 분류된다. 그리고 디젤 동력만을 사용하지 않는 전기식 디젤 기관차는 디젤 전기 기관차 라고도 한다.

## 세계의 기관차

### 대한민국

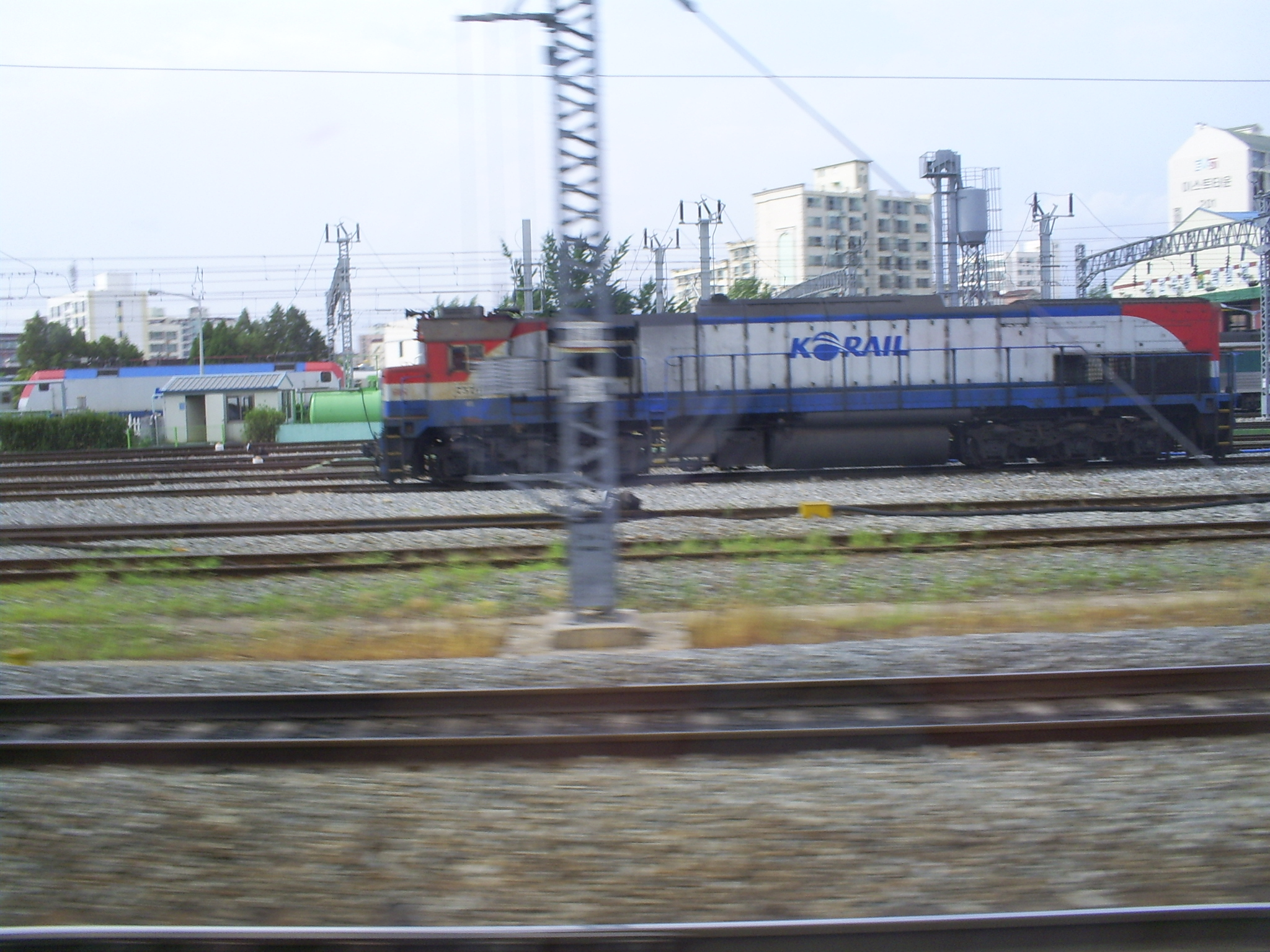
7500호대 디젤 기관차

2025년 현재 총 206대의 한국철도공사 소속 디젤 전기 기관차가 운행되고 있으며, 전기 기관차나 7600호대로 점차 대체되고 있다.
| 종류     | 형식명           | 사용 기간             | 생산량 | 잔존량 |
| -------- | ---------------- | --------------------- | ------ | ------ |
| 2000호대 | SW8              | 1955~2003             | 41     | 0      |
| 2100호대 | SW1001           | 1969~2005             | 28     | 0      |
| 3000호대 | G8               | 1958~2003             | 52     | 0      |
| 3100호대 | ALCO DL-532      | 1966~2000             | 6      | 0      |
| 3200호대 | ALCO DL-532      | 1966~2004             | 43     | 0      |
| 4000호대 | G12              | 1963~1995             | 10     | 0      |
| 4100호대 | G12              | 1966~1998             | 10     | 0      |
| 4200호대 | G22              | 1967~2004             | 22     | 0      |
| 4300호대 | G12              | 1963~1998             | 5      | 0      |
| 4400호대 | GT18B-M          | 2001~2034             | 59     | 59     |
| 5000호대 | SD9              | 1957~1998             | 29     | 0      |
| 6000호대 | SD18             | 1963~1998             | 15     | 0      |
| 6100호대 | SDP28            | 1966~1998             | 6      | 0      |
| 6200호대 | SDP38            | 1967~1998             | 40     | 0      |
| 6300호대 | G26CW            | 1969~1997             | 10     | 0      |
| 7000호대 | FT36HCW-2        | 1986~2012             | 15     | 0      |
| 7100호대 | GT26CW           | 1975~2019             | 90     | 0      |
| 7200호대 | GT26CW           | 1971~2019             | 40     | 0      |
| 7300호대 | GT26CW-2         | 1989~2026             | 83     | 25     |
| 7400호대 | GT26CW-2         | 1997~2030             | 84     | 66     |
| 7500호대 | GT26CW, GT26CW-2 | 1971~2028 , 1996~2028 | 83     | 34     |
| 7600호대 | PH37ACai         | 2014~2039             | 25     | 25     |
| 9100호대 |                  | 1969~2007             | 2      | 0      |

### 미국
1900년대 초반 들어 미국은 증기 기관차를 몰아내기 시작했고, 1930년대에 미국 대부분의 철도가 디젤 기관차를 채택했다. 미국은 가로로 긴 국가며 영토가 넓어, 동부와 서부를 횡단한 대형 열차 운영과 화물 수송을 위해 초대형 디젤 기관차 또한 발달했다. 미국의 디젤 기관차는 대한민국에도 영향을 주었다.

### 일본
일본은 일본국유철도(현 JR)가 철도를 운영할 당시에, 1962년부터 디젤 기관차를 도입했다. 초반에 여러 형식을 도입해 운행 시험을 거쳤고, 이후 표준화되어 지속적으로 운행하게 된 차량이 DD51형 디젤 기관차이다.

## 같이 보기
- 기관차
- 전기 기관차
- 증기 기관차